# آب‌سنگ حلقوی گافو الیف
اب‌سنگ حلقوی گافو الیف (به لاتین: Gaafu Alifu Atoll) یک منطقهٔ مسکونی در مالدیو است که در مالدیو واقع شده‌است. اب‌سنگ حلقوی گافو الیف ۸٬۳۳۴ نفر جمعیت دارد.